# Migliori prestazioni italiane nel getto del peso

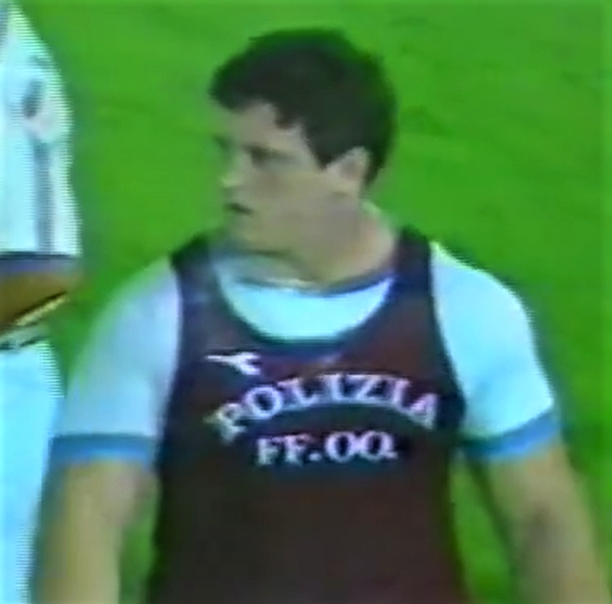
Alessandro Andrei, ex primatista nazionale della specialità outdoor

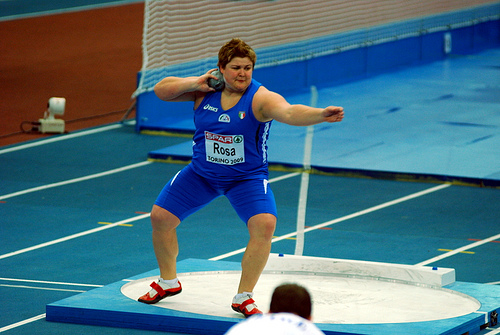
Chiara Rosa, primatista italiana di getto del peso outdoor

La lista delle migliori prestazioni italiane nel getto del peso, aggiornata periodicamente dalla Federazione Italiana di Atletica Leggera, raccoglie i migliori risultati di tutti i tempi degli atleti italiani nella specialità del getto del peso.

## Maschili outdoor
Statistiche aggiornate al 1 maggio 2024.
|     | Misura  | Atleta                | Luogo             | Data              |
| --- | ------- | --------------------- | ----------------- | ----------------- |
| 1.  | 22,95 m | Leonardo Fabbri       | Savona            | 15 maggio 2024    |
| 2.  | 22,91 m | Alessandro Andrei     | Viareggio         | 12 agosto 1987    |
| 3.  | 22,44 m | Zane Weir             | Padova            | 3 settembre 2023  |
| 4.  | 21,83 m | Nick Ponzio           | Leiria            | 13 marzo 2022     |
| 5.  | 21,23 m | Paolo Dal Soglio      | Grosseto          | 11 settembre 1996 |
| 6.  | 20,98 m | Riccardo Ferrara      | Pergine Valsugana | 6 Luglio 2024     |
| 7.  | 20,90 m | Marco Montelatici     | Milano            | 26 Maggio 1985    |
| 8.  | 20,78 m | Corrado Fantini       | Rieti             | 1 Settembre 1996  |
| 9.  | 20,54 m | Luciano Zerbini       | Parma             | 23 Luglio 1992    |
| 10. | 20,41 m | Sebastiano Bianchetti | Spoleto           | 26 Luglio 2022    |

## Femminili outdoor
Statistiche aggiornate al 2 ottobre 2022.
|     | Misura  | Atleta                      | Luogo         | Data              |
| --- | ------- | --------------------------- | ------------- | ----------------- |
| 1.  | 19,15 m | Chiara Rosa                 | Milano        | 24 giugno 2007    |
| 2.  | 19,04 m | Assunta Legnante            | Busto Arsizio | 23 settembre 2006 |
| 3.  | 18,81 m | Mara Rosolen                | Avezzano      | 20 agosto 2000    |
| 4.  | 18,74 m | Cinzia Petrucci             | Firenze       | 4 giugno 1980     |
| 5.  | 18,59 m | Cristiana Checchi           | Almería       | 30 giugno 2005    |
| 6.  | 17,76 m | Agnese Maffeis              | Milano        | 9 giugno 1998     |
| 7.  | 17,74 m | Maria Assunta Chiummariello | Imola         | 12 ottobre 1986   |
| 8.  | 17,09 m | Julaika Nicoletti           | Rieti         | 19 maggio 2012    |
| 9.  | 16,87 m | Manuela Torazza             | Novara        | 1º agosto 1994    |
| 10. | 16,81 m | Maria Tranchina             | Palermo       | 7 maggio 1994     |

## Maschili indoor
Statistiche aggiornate al 10 febbraio 2024.
|     | Misura  | Atleta                | Luogo    | Data             |
| --- | ------- | --------------------- | -------- | ---------------- |
| 1.  | 22,37 m | Leonardo Fabbri       | Liévin   | 10 febbraio 2024 |
| 2.  | 22,06 m | Zane Weir             | Istanbul | 3 marzo 2023     |
| 3.  | 21,61 m | Nick Ponzio           | Belgrado | 7 marzo 2022     |
| 4.  | 21,54 m | Alessandro Andrei     | Torino   | 28 febbraio 1987 |
| 5.  | 21,03 m | Paolo Dal Soglio      | Genova   | 11 febbraio 1997 |
| 6.  | 20,65 m | Marco Montelatici     | Genova   | 6 febbraio 1986  |
| 7.  | 20,30 m | Corrado Fantini       | Genova   | 9 febbraio 1997  |
| 8.  | 20,03 m | Sebastiano Bianchetti | Ancona   | 19 febbraio 2023 |
| 9.  | 19,91 m | Sergio Mottin         | Schio    | 1º febbraio 2003 |
| 10. | 19,85 m | Marco Dodoni          | Schio    | 27 gennaio 2005  |

## Femminili indoor
Statistiche aggiornate al 20 marzo 2022.
|     | Misura  | Atleta            | Luogo       | Data             |
| --- | ------- | ----------------- | ----------- | ---------------- |
| 1.  | 19,20 m | Assunta Legnante  | Genova      | 16 febbraio 2002 |
| 2.  | 18,89 m | Mara Rosolen      | Castellanza | 16 febbraio 1997 |
| 3.  | 18,68 m | Chiara Rosa       | Valencia    | 9 marzo 2008     |
| 4.  | 18,64 m | Cristiana Checchi | Schio       | 13 febbraio 2003 |
| 5.  | 17,97 m | Julaika Nicoletti | Ancona      | 24 gennaio 2015  |
| 6.  | 17,73 m | Agnese Maffeis    | Pesaro      | 24 gennaio 1993  |
| 7.  | 17,46 m | Cinzia Petrucci   | Genova      | 9 febbraio 1980  |
| 8.  | 17,04 m | Maria Tranchina   | Schio       | 6 febbraio 1995  |
| 9.  | 16,56 m | Concetta Milanese | Budapest    | 1º febbraio 1986 |
| 10. | 16,44 m | Angela Anzelotti  | Genova      | 18 febbraio 1978 |